# Етоал (Сома)
Етоал (фр. Etoile) насеље је и општина у североисточној Француској у региону Пикардија, у департману Сома која припада префектури Амјен.
По подацима из 2011. године у општини је живело 1251 становника, а густина насељености је износила 158,35 становника/km². Општина се простире на површини од 7,9 km². Налази се на средњој надморској висини од 15 метара (максималној 113 m, а минималној 7 m).

## Демографија
| 1962. | 1968. | 1975. | 1982. | 1990. | 1999. | 2011. |
| ----- | ----- | ----- | ----- | ----- | ----- | ----- |
| 1.638 | 1.650 | 1.554 | 1.446 | 1.334 | 1.305 | 1.251 |

График промене броја становника у току последњих година